# خوسيه ترينيداد كابانياس
خوسيه ترينيداد كابانياس (بالإسبانية: José Trinidad Cabañas) (و. 1805 – 1871 م) هو سياسي من هندوراس ولد في تيجوسيجالبا.